# AG Seevogelschutz
Die Arbeitsgemeinschaft Seevogelschutz ist ein Zusammenschluss von Vereinen und Institutionen, die für den Schutz bzw. die Erforschung von Küstenvögeln tätig sind.
Die AG Seevogelschutz wurde 1982 gegründet. Seit 1996 veranstaltet die Vereinigung alle zwei Jahre ein Kolloquium, um aktuelle Forschungsergebnisse und Erfahrungen aus den Schutzgebieten auszutauschen. Vorsitzender ist Rolf de Vries, Ornithologische Arbeitsgemeinschaft Schleswig-Holstein e. V.

## Mitglieder
In der AG sind verschiedene Vereine und staatliche Institutionen zusammengeschlossen. Dies sind u. a.:
- Amt für ländliche Räume (ALR) Husum
- Biologische Station Osterholz
- Common Wadden Sea Secretariat (CWSS)
- Deutsches Meeresmuseum
- Forschungs- und Technologiezentrum Westküste (FTZ) der Universität Kiel
- GEOMAR (auf der Website noch als Institut für Meereskunde (IfM) an der Universität Kiel)
- Institut für Ostseeforschung
- Institut für Vogelforschung Vogelwarte Helgoland
- Landesamt für den Nationalpark Schleswig-Holsteinisches Wattenmeer
- Landesamt für Umwelt, Naturschutz und Geologie Mecklenburg-Vorpommern
- Nationalparkverwaltung Vorpommersche Boddenlandschaft
- Naturschutzbund Deutschland (NABU), Landesverband Hamburg, Schleswig-Holstein und Niedersachsen
- Naturschutzgesellschaft Schutzstation Wattenmeer e. V.
- Öömrang Ferian e. V.
- Vogelwarte Hiddensee
- WWF – Projektbüro Wattenmeer